# Congresso de Tucumã

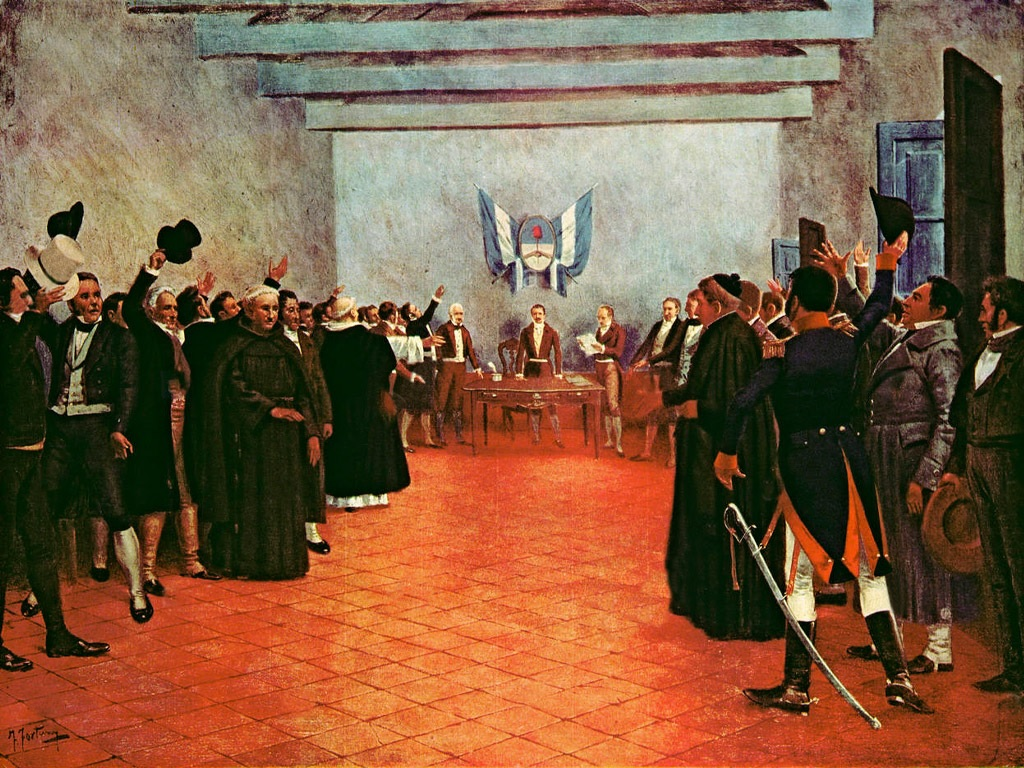
Congreso de Tucumán (1910) de Francisco Fortuny.

O Congresso de Tucumã foi uma assembleia legislativa e constituinte realizada de 24 de março de 1816 até 11 de fevereiro de 1820, na cidade de Tucumã (hoje, San Miguel de Tucumán). O principal marco desse congresso foi a Declaração de Independência da Argentina, feita em 9 de julho de 1816.
Ao todo foram 32 delegados que se reuniram no Congresso de Tucumã, para elaborar uma nova estrutura política, a fim de lidar com a desordem no país. Os delegados nomearam Juan Martín de Pueyrredón como ditador supremo, enquanto realizavam uma busca fracassada por um monarca. Candidatos reais europeus e até mesmo um príncipe inca foram considerados.
O congresso mudou-se para Buenos Aires, em 1817, e, dois anos depois, elaborou uma constituição que previa um governo central forte. Houve, nesse momento, a separação do Paraguai, do Uruguai e da Bolívia das Províncias Unidas, que foi acompanhada pelo separatismo entre as províncias da própria Argentina. Essa secessão foi encabeçada por caudilhos, que forçaram a dissolução do congresso, em 1820.